# Agylla hampsoni
Agylla hampsoni is een beervlinder uit de familie van de spinneruilen (Erebidae). De wetenschappelijke naam van de soort is voor het eerst geldig gepubliceerd in 1904 door Paul Dognin.
De soort werd ontdekt in Carabaya in Zuidoost-Peru.